# Acta Murensia

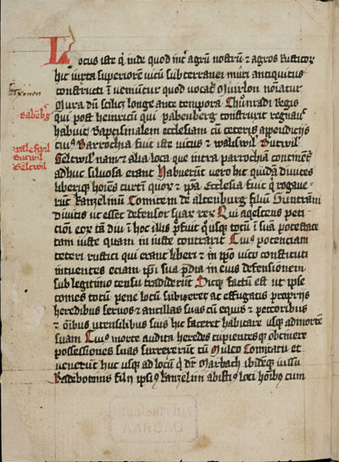
Prima pagină din „Acta Murensia“

Acta Murensia (numele complet: Acta fundationis monasterii Murensis ) este o cronică în limba latină, scrisă în cca. 1160 de către un călugăr benedictin necunoscut. Aceasta este o poveste despre dezvoltarea abației Muri din Cantonul Argovia din Elveția de astăzi. Lucrarea este o sursă majoră pentru istoria timpurie a habsburgilor care au donat mănăstirea. 
Manuscrisul Acta Murensia a dispărut. Astăzi există o copie de la începutul secolului al XV-lea. 